# Plumularia flabellata
Plumularia flabellata is een hydroïdpoliep uit de familie Plumulariidae. De poliep komt uit het geslacht Plumularia. Plumularia flabellata werd in 1927 voor het eerst wetenschappelijk beschreven door Nutting. 